# San Juan (rivier in de Verenigde Staten)

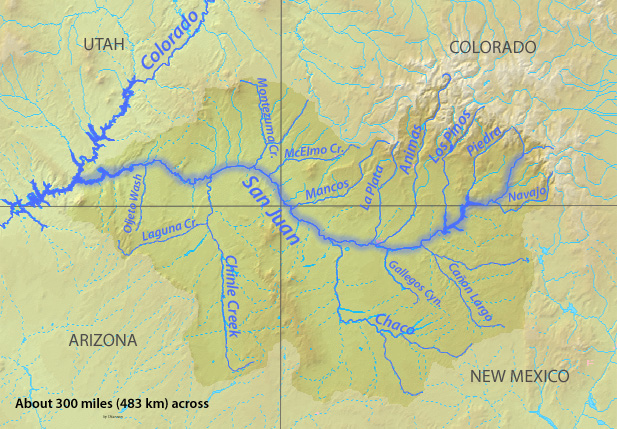
Kaart van het waterbekken van de San Juan

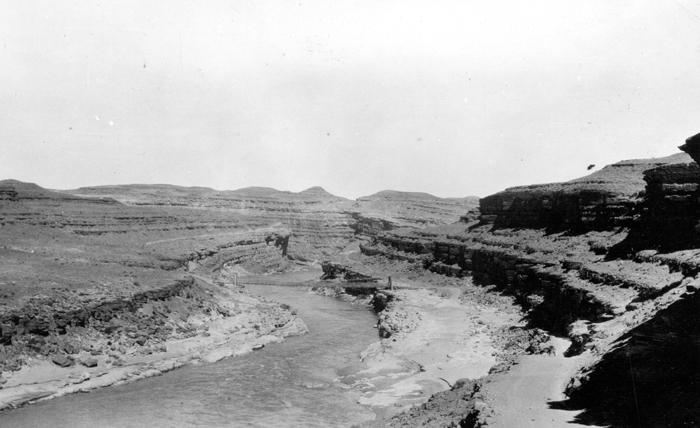
De rivier de San Juan

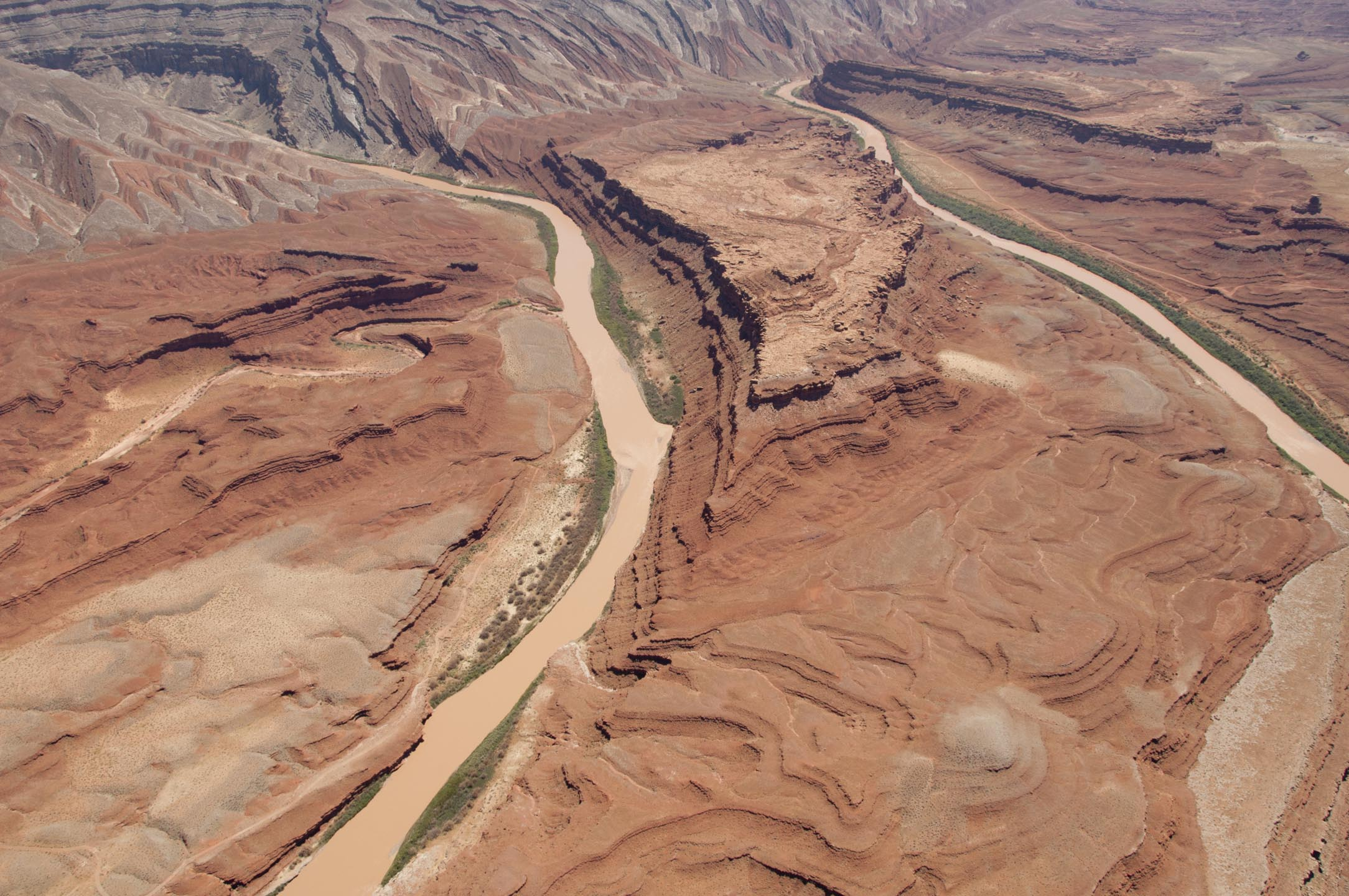
De canyon van de San Juan

De rivier de San Juan is een zijrivier van de Colorado in het zuidwesten van de Verenigde Staten. De San Juan ontspringt in het zuidwesten van Colorado op de zuidelijke hellingen van de San Juanbergen. De San Juan mondt uit in de Colorado bij Lake Powell. De grootste bijrivieren van de San Juan zijn de Animas, de Piedro en de Los Pinos, die ook in de San Juanbergen ontspringen.
- National Archives and Records Administration: 10044104
- Nationale Bibliotheek van Tsjechië: ge1150599
- Nationale Bibliotheek van Israël: 987007555977405171
- Virtual International Authority File: 315126750